# Fritz Lacina
Fritz Lacina (* 29. Juni 1924; † nach 1954) war ein deutscher Leichtathlet. Er war mehrfacher DDR-Meister und -Rekordhalter.

## Sportliche Laufbahn
Fritz Lacina wurde sechsmal Ostzonen- bzw. DDR-Meister in den Laufdisziplinen über 100, 200 und 400 Meter und fünfmal mit der Staffel. Er stellte zehn DDR-Rekorde auf bzw. war in der Staffel daran beteiligt.
1948 erste Ostzonenmeisterschaften
- 100 Meter, 3.
- 200 Meter, 2.
- 4 × 400 Meter, 1.

1949 Ostzonenmeisterschaften
- 100 Meter, 1.
- 200 Meter, 1.
- 4 × 100 Meter, 1.
- 4 × 400 Meter, 1.

1950 erste DDR-Meisterschaften
- 200 Meter, 1.
- 400 Meter, 3.

1951 DDR-Meisterschaften
- 100 Meter, 3.
- 200 Meter, 1.
- 4 × 400 Meter, 3.

1952 DDR-Meisterschaften
- 200 Meter, 1.
- 400 Meter, 1.
- 4 × 100 Meter, 1.
- 4 × 400 Meter, 2.

1953 DDR-Meisterschaften
- 4 × 100 Meter, 3.
- 4 × 400 Meter, 1.

1954 DDR-Meisterschaften
- 4 × 100 Meter, 3.
- 4 × 400 Meter, 3.

Fritz Lacina gehörte zu den dominierenden Kurzstreckenläufern seiner Zeit in der SBZ/DDR. Da deutsche bzw. ostdeutsche Sportler zwischen 1938 und 1956 an keinen internationalen Meisterschaften teilnahmen, konnte er dort keine Erfolge erzielen.
Verein
Fritz Lacina startete immer für denselben Verein in Potsdam, der in seiner Zeit allerdings mehrfach den Namen wechselte. Wahrscheinlich machte er dessen Standortwechsel 1954 nach Berlin zum SC Dynamo Berlin nicht mehr mit, er war zu dieser Zeit 30 Jahre alt.
- 1948 SG Polizei Potsdam
- 1949–1953 SV Deutsche Volkspolizei Potsdam
- 1953–1954 SG Dynamo Potsdam

Sein Trainer war Max Schommler, der auch weitere DDR-Meister hervorbrachte – Christa Stubnick wurde sogar Weltrekordlerin und Olympiazweite.